# Ото Хайнрих фон Бюлов
Ото Хайнрих фон Бюлов (на немски: Otto Heinrich von Bülow; * 24 декември 1684; † 6 август 1760) е благородник от род фон Бюлов в Мекленбург-Предна Померания.
Той е син на Корд Георг фон Бюлов (* 1655; † 10 април 1697) и съпругата му Елизабет Кристиана фон Плюсков (* 1656; † 1729 в Ливланд), дъщеря на Хайнрих фон Плюсков и Магдалена Доротея фон Бот.
Внук е на Ото фон Бюлов († сл. 1646) и втората му съпруга Маргарета фон Пенц. Правнук е на
Вико фон Бюлов († сл. 1628) и Анна фон Оертцен.
Той има сестрите Мария София Елеонора фон Бюлов, Магдалена Доротея фон Бюлов, Беата Кристина фон Бюлов, Ида Хедвиг фон Бюлов и Доротея Елизабет фон Бюлов.

## Фамилия
Ото Хайнрих фон Бюлов се жени 1723 г. за Давидия Мария фон Дриберг (* 18 май 1700; † 20 април 1778), вер. вдовица на Густав Адолф фон дер Люе († 1721), дъщеря на Йоахим Хайнрих фон Дриберг (1657 – 1715) и Луция фон Бюлов (1671 – 1754), дъщеря на Хартвиг фон Бюлов (1637 – 1713) и Давидия фон Лойдт († 1710); или дъщеря на Адам Дитрих дон Дриберг († 1729) и София фон Бюлов († 1710), дъщеря на Хартвиг фон Бюлов, господар на Шарфсдорф (1637 – 1713) и Давидия фон Лойдт († 1710). Те имат дъщеря:
- Кристина Елизабет фон Бюлов (* 1724), омъжена 1742 г. за Бернхард Йоахим фон Бюлов (1704 – 1779), син на Хартвиг фон Бюлов, господар в Камин (1674 – 1711) и Катарина Луиза фон Негенданк (1674 – 1727); родители на:
  - Бернхард Йоахим фон Бюлов (1747 – 1826), дипломат в Мекленбург-Шверин и главен дворцов маршал, женен I. за Елизабет фон дер Люе († 1796), II. 1708 г. за Шарлота фон Оертцен (1764 – 1833)
  - Хартвиг фон Бюлов (1744 – 1779)
  - Катарина Луиза фон Бюлов (1747 – 1800), омъжена за Карл Густав II фон Малтцан (1735 – 1818)

Ото Хайнрих фон Бюлов се жени втори път за Елизабет фон Лютцов. Бракът е бездетен.